# Rhaphuma testaceiceps
Rhaphuma testaceiceps là một loài bọ cánh cứng trong họ Cerambycidae.